# (5307) Paul-André
(5307) Paul-André es un asteroide perteneciente al cinturón de asteroides, descubierto el 30 de diciembre de 1980 por Edward Bowell desde la Estación Anderson Mesa (condado de Coconino, cerca de Flagstaff, Arizona, Estados Unidos).

## Designación y nombre
Designado provisionalmente como 1980 YC. Fue nombrado Paul-André en honor a Paul-André Herbelin de Ayent, cerca de Sion, Suiza, hermano de la compañera del descubridor Anne-Marie Malotki y amigo suyo. Era agrimensor, aficionado a la enología y extraordinario chef de raclette.

## Características orbitales
Paul-André está situado a una distancia media del Sol de 2,415 ua, pudiendo alejarse hasta 2,708 ua y acercarse hasta 2,121 ua. Su excentricidad es 0,121 y la inclinación orbital 7,063 grados. Emplea 1370,80 días en completar una órbita alrededor del Sol.
El próximo acercamiento a la órbita terrestre se producirá el 10 de mayo de 2195.

## Características físicas
La magnitud absoluta de Paul-André es 13,6.